# Apollo Intensa Emozione
L'Apollo Intensa Emozione, appelée « Apollo IE », est la première supercar produite par Apollo Automobil Gmbh, ex-Gumpert, le constructeur qui produisait l'Apollo.

## Historique

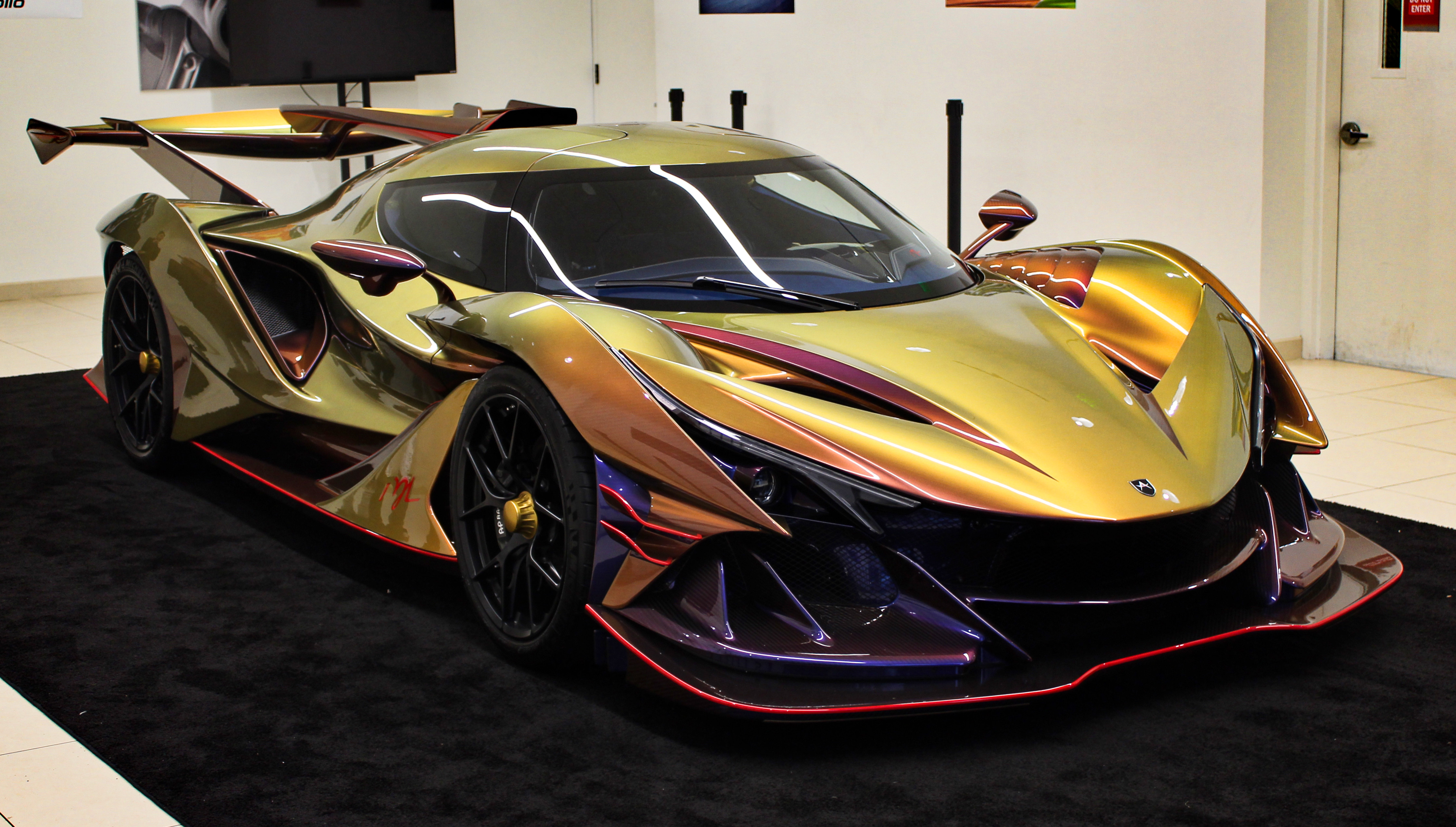
Une IE portant la couleur « Golden Chameleon Dragon ».

Apollo Automobil Gmbh est le nouveau nom de Gumpert, l'entreprise ayant fait faillite en 2014 a été reprise par le hongkongais Norman Choi et le fond chinois Consolidated Ideal TeamVenture, déjà propriétaire de De Tomaso, qui la rebaptise « Apollo Automobil Gmbh ».
L'Apollo Intensa Emozione est le premier modèle entièrement développé et produit par Apollo Automobil Gmbh, l'Apollo N qui la précède n'est autre qu'une ancienne Gumpert Apollo évoluée et produite en série limitée à seulement six exemplaires. Apollo Automobil Gmbh avait présenté un modèle au salon international de l'automobile de Genève 2016 qui était une supercar nommée Arrow, qui ne sera jamais produite.
En février 2019, le constructeur dévoile une vidéo de sa supercar en démonstration sur le circuit de Bahreïn.

## Présentation
Présentée le 25 octobre 2017, développée en partenariat avec Paolo Garella qui a travaillé sur la  SCG 003, l'Apollo Intensa Emozione sera produite à seulement dix exemplaires par Apollo Automobil Gmbh. Elle est dotée de portes à ouverture en élytre et elle est dessinée par Joe Wang (ex-McLaren) pour la carrosserie et Jakub Jodlowski pour l'intérieur (ex-DS Automobiles). Selon Norman Choi, ses lignes sont le fruit d’une inspiration provenant des anciennes GT1. Son aérodynamique est très travaillée, avec un aileron qui lui confère plus de 1 350 kg d'appui aérodynamique à 300 km/h.
Les dix exemplaires de l'Apollo Intensa Emozione seront réglés sur mesure pour leurs acquéreurs, les sièges seront moulés à leurs formes et ceux-ci auront un programme d'essais et de développement avec leur véhicule.

## Caractéristiques
| Version                 | Intenza Emozione          |
| Années de production    | 2019-2023                 |
| Production totale       | 10 exemplaires            |
| Prix de base            | 2 380 000 €               |
| Type de production      | Voiture d'exception       |
| Classe                  | Supercar                  |
| Énergie                 | Essence                   |
| Moteur(s)               | V12 6.3 L Atmosphérique   |
| Position du moteur      | Centrale arrière          |
| Puissance Maximale      | 780 ch                    |
| Couple Maximal          | 760 Nm                    |
| Transmission            | Propulsion                |
| Boîte de vitesses       | Séquentielle à 6 rapports |
| Vitesse maximale        | 335 km/h                  |
| 0 à 100 km/h            | 2,7 s                     |
| 0 à 200 km/h            | 7,8 s                     |
| 0 à 300 km/h            | ?                         |
| Consommation mixte      | 17,6 L/100 km             |
| Emission de CO2         | 425 g/km                  |
| Rapport poids/puissance | 1,60 kg/ch                |
|                         |                           |
| Carrosserie             | Coupé 2 portes (2 places) |
| Portières               | papillons                 |
| Masse à vide            | 1250 kg                   |

L'IE (Intensa Emozione) est construite sur un châssis monocoque en fibre de carbone, réalisé en Italie par Manifattura Automobili Torino qui va produire la SCG003 de James Glickenhaus et l'improbable Devel Sixteen, pour un poids total de 1 250 kg. Le cockpit reçoit une sellerie sur-mesure et un harnais de course à six points. Le carbone se retrouve partout, du châssis aux garnitures intérieures, aux sièges qui sont fixés directement à la coque (ce sont le pédalier et le volant qui se déplacent pour trouver la bonne position de conduite), et les freins Brembo sont en carbone-céramique.
L'Intensa Emozione revendique un 0 à 100 km/h en 2,7 s et une vitesse de pointe de 335 km/h.

### Motorisation
Le moteur est un V12 atmosphérique, dérivé de celui de la Ferrari LaFerrari, de 6,3 litres développant 780 ch à 8 500 tr/min pour un couple maxi de 760 N m à 6 000 tr/min. Il a été développé en collaboration avec Autotecnica Motori. Le V12 est accouplé à une boîte de vitesses séquentielle longitudinale à six rapports Hewland, à commande électro-pneumatique, pilotée par des palettes au volant, qui envoie la puissance sur les roues arrière uniquement. Le régime maximum est fixé à 9 000 tr/min.

### Réglages
L'Apollo est configurable selon :
- Trois cartographies moteur ;
- Douze réglages de traction control ;
- Dix réglages d'ABS ;
- +/-8 degrés sur l'aileron arrière.